# 椋木修三
椋木 修三（むくのき おさみ、1954年5月9日 - ）は、日本の実業家、作家。日本ブレインアップジム代表、東京カルチャーセンターの記憶術通信講座主任講師を務める。日本カウンセリング学会員。島根県出身。中央大学中退。
能力開発、心身の健康法、リーダーシップ養成、自己暗示法などで、企業や公共団体など年間100を越える研修、講演を行う。
日本の記憶術を確立した渡辺剛彰(1927~1996)の弟子を称する

## 出演
- TBS「どうぶつ奇想天外!」
- 日本テレビ「記憶のチカラ」
- テレビ東京「豪腕!コーチング!!」

など

## 著書
- 『あなたも天才! 記憶術』（フローラル出版）
- 『図解 超高速勉強法』（経済界）
- 『記憶力30秒増強術』（成美堂出版）
- 『超高速勉強術』（成美堂出版）
- 『1分間成功暗示術』（成美堂出版）

など